# 旧東屋酒造店
旧東屋酒造店（きゅうあずまやしゅぞうてん）は、岩手県宮古市にある江戸時代に創業した、かつての酒造店。店舗兼主屋等が日本国の登録有形文化財に登録されている。

## 概要
1824年（文化7年）、当時から宮古の中心市街地であった本町で酒造店として創業。その後は江戸へ海産物を商う廻船問屋、質屋も兼業し、当地を代表する商家に発展した。しかし1904年（明治37年）、宮古町大火によって店舗兼主屋を焼失。現建築は再建されたもの。主屋の奥には巨大な酒蔵、質蔵が残され、かつての繁栄を物語っている。東北地方太平洋沖地震による津波で市街地多くの古い建物・蔵が流失・解体された中、現存する貴重な文化財である。

## 建築
2019年（平成31年）3月29日、以下が登録有形文化財に登録された。
- 店舗兼主屋

道路に西面して建つ入母屋造、妻入り、2階建て。正面は北端の座敷部分を下見板張りとする以外は開口を広く確保し、繊細な格子を並べる。初期の建物は焼失し、明治末期から大正前期にかけて再建。店内には幅2.8メートルの「ろーじ」という土間があり、馬車が荷物を積んで店内へ進んだ通路である。
- 酒蔵

主屋背面に建つ土蔵造、平屋建で約100坪。江戸時代末期の建築で1953年（昭和28年）頃補修。
- 質蔵

主屋北側に建つ土蔵造、2階建。江戸時代末期の建築。

## 現地情報
- 所在地
  - 岩手県宮古市本町2-2
- 交通アクセス
  - 山田線、三陸鉄道・宮古駅より徒歩12分
  - 三陸沿岸道路宮古中央インターチェンジより車10分